# 宋妮娜
宋 妮娜（そう にな、簡体中国語: 宋妮娜、ラテン文字転写: Song Nina、1980年4月7日 - ）は、中華人民共和国の元バレーボール選手。元ナショナルチーム代表。

## 来歴
- クラブチーム

遼寧省鞍山市出身。1996年、八一女子排球に入団。中国国内リーグでは優勝1回、準優勝5回の成績を残した。2001/02、2002/03シーズンのリーグではベストセッター賞を受賞した。2008/09シーズンのリーグをもって現役を引退した。
- 代表チーム

アンダーカテゴリーの代表として1997年、U-20世界選手権に出場し銅メダルを獲得。1999年、U-20世界選手権に出場しベストセッター賞を受賞した。2001年、シニア代表に初選出され、同年11月のグラチャンで金メダルを獲得。2002年、世界選手権に出場した。釜山アジア競技大会で金メダルを獲得した。2003年、ワールドグランプリ、ワールドカップで金メダルを獲得した。2004年、アテネ五輪に出場し金メダルを獲得した。2005年、グラチャンで銅メダルを獲得した。2006年、世界選手権に出場した。ドーハアジア競技大会で金メダルを獲得した。

## 球歴
- オリンピック - 2004年
- 世界選手権 - 2002年、2006年
- ワールドカップ - 2003年
- グラチャン - 2001年、2005年
- アジア選手権 - 2001年、2003年、2005年
- ワールドグランプリ - 2001年、2002年、2003年、2004年、2006年

## 受賞歴
- 1999年　U-20世界選手権　ベストセッター賞
- 2002年　2001/02中国スーパーリーグ　ベストセッター賞
- 2003年　2002/03中国スーパーリーグ　ベストセッター賞

## 所属クラブ
- 八一女子排球（1996-2009年）